# Aron
 Denne artikel omhandler præsten Aron. For andre betydninger af Aron, se Aron (flertydig).
Aron var israelitternes første ypperstepræst, en ældre bror til Moses. Søsteren Mirjam var den ældste af de tre.
Aron omtales både i Biblen og Koranen. Ifølge Det gamle testamente voksede han og Mirjam op i Egyptens østlige grænseland - modsat Moses, der opholdt sig ved faraos hof.

## Talsmand for Moses
Brødrene var gamle mænd - Moses 80 år, Aron 83 - da Gud skal have sagt til Moses: "Se, jeg gør dig til gud for farao, og Aron, din bror, skal være din profet. Alt det, jeg befaler dig, skal du sige, og din bror Aron skal tale til farao, så han lader israelitterne gå ud af sit land.> Som Gud havde befalet, smed Aron sin stav foran farao og hoffet, og den blev til en slange. Men faraos troldmænd gjorde ligeså; kastede hver sin stav, der blev til slanger. Men Arons stav slugte deres stave." At ikke kun Moses var udvalgt af Gud, men også hans bror, fremgik, da Gud lod Arons stav sætte skud, blomstre og bære modne mandler. Den var staven for Levis hus, levitterne.

## Den aronitiske velsignelse
Gud sagde til Moses: "Sig til Aron og hans sønner: Sådan skal I velsigne israelitterne. Sig til dem:
"Herren velsigne dig og bevare dig,
Herren lade sit ansigt lyse over dig og være dig nådig,
Herren løfte sit ansigt mod dig og give dig fred."
Sæt mit navn på israelitterne, så vil jeg velsigne dem." Den aronitiske velsignelse bruges i både jødisk og kristen gudstjeneste. Siden 1500-tallet afslutter den den danske højmesse.

## Guds drab på to af hans sønner
Aron giftede sig med Elisheba, datter af Amminadab og søster til Nahshon. Med hende fik han sønnerne Nadab, Abihu, Eleazar og Itamar. Elisheba er den oprindelige version af pigenavnet Elisabeth.
Arons sønner Nadab og Abihu blev begge ombragt af Gud, efter at deres far havde bragt syndofferet, brændofferet og måltidsofferet, og Gud havde godtaget dem ved at lade sin ild slå ned i dem på alteret. De to brødre havde taget hver sit fyrbækken, tændt dem og lagt røgelse på ilden; men ilden var ikke indviet, da de bar den ind for Herrens ansigt, og det havde han forbudt dem. En ild slog ud fra Herren og fortærede dem, så de døde for Herrens ansigt. Foran sine døde brorsønner sagde Moses til deres far Aron: "Det er jo det, Herren sagde: 'På dem, som kommer mig nær, viser jeg min hellighed, og for hele folket viser jeg min herlighed.'" Men Aron tav. Så kaldte Moses på Mishael og Elsafan, sønner af Arons farbror Uzziel, og sagde til dem: "Kom herhen; fjern jeres slægtninge fra helligdommen og bær dem uden for lejren!" De bar dem så udenfor lejren med kjortlerne på. Moses sagde videre til Aron og hans overlevende sønner Eleazar og Itamar, at de ikke måtte følge de sædvanlige regler for sørgende, som at lade håret hænge løst og rive sit tøj itu, "for så skal I dø, og Herrens vrede ramme hele menigheden; jeres brødre, hele Israels hus, skal begræde den brand, Herren har antændt. Og I må ikke forlade indgangen til Åbenbaringsteltet, for at I ikke skal dø, for I har Herrens salvningsolie på jer." De adlød, og Moses instruerede dem videre i, at når de gik ind i teltet igen, måtte de hverken drikke vin eller øl, "for så skal I dø. Det skal være en eviggyldig ordning for jer, slægt efter slægt, for at I kan skille helligt fra uhelligt og urent fra rent, og for at I kan belære israelitterne om alle de love, som Herren har kundgjort for dem gennem Moses." Moses efterlyste også syndofferbukken, som var bragt frem som offer. Da mindede Aron sin bror om, at både syndoffer og brændoffer var båret frem for Guds ansigt samme dag, "og så er noget sådant overgået mig! Havde det været godt i Herrens øjne, hvis jeg havde spist syndoffer i dag?" Det svar godtog Moses.
Ifølge Fjerde Mosebog døde Aron, angiveligt 123 år gammel, inden israelitterne krydsede Jordanfloden, og blev gravlagt på bjerget Hor (hebraisk: הֹר הָהָר, Hor Ha-Har). Dette modsiges dog af Femte Mosebog, hvor han døde og blev gravlagt på et sted kaldt Moser. Hans søn Eleazar blev præst efter ham.

## Efterkommere
Johannes Døberens forældre - præsten Zakarias og jomfru Marias slægtning Elisabeth - omtales i Lukasevangeliets 1. kapitel begge som Arons efterkommere. I en anden oversættelse er kun Elisabeth efterkommer af Aron.